# Push Pin Style
Em 1954, Milton Glaser, Seymour Chwast, Reyonld Ruffins e Edward Sorel, fundaram o Push Pin Studios. Por vinte anos Glaser e Chwast dirigiram o Push Pin, um referêncial que guiava o mundo do design gráfico.
Naquela época o racionalismo do Estilo Internacional suiço, muitas vezes limitador e elitísta, dominava o mercado do design gráfico. O "Push Pin Style" não se prendia apenas ao que era considerado o "bom design", com um estilo excêntrico muitas vezes inspirado na estética do século XIX e nas tendências da cultura pop, consideradas decadentes. Cria, dessa forma, uma linguagem contemporânea, compatível com um design pós-moderno. No Push Pin foram projetados produtos como capas de disco, livros, cartazes, identidades visuais, tipografias originais e Revistas.